# Glyphochloa santapaui
Glyphochloa santapaui là một loài thực vật có hoa trong họ Hòa thảo. Loài này được (S.K.Jain & Deshp.) Clayton mô tả khoa học đầu tiên năm 1981.